# 太平洋・日本パターン
太平洋・日本パターン（たいへいよう・にほんパターン、Pacific - Japan pattern：PJ）とは、太平洋西部赤道域と日本列島周辺の間で起こるテレコネクションパターンである。

## 概要
夏季には、フィリピン近海に当たる熱帯西部太平洋の対流の強さと日本周辺に当たる東アジアの気圧の平年差が、強い相関関係を持って変化する。フィリピン近海で対流が強いと日本周辺の気圧は正偏差となり（高気圧が強くなる）、対流が弱いと気圧は負偏差となる（高気圧が弱くなる）。
エルニーニョ・南方振動（ENSO）に伴うインドネシア近海の海水温変化とも密接に関わっていると考えられている。また、インド洋ダイポールモード現象も関わっていると言える。正のインド洋ダイポールモード現象が発生するとフィリピン近海では対流が強まり、日本付近では下降気流が強まり、高気圧が強くなり、猛暑になりやすくなる。逆に負のダイポールモード現象が発生するとフィリピン近海では対流が弱まり、日本付近では下降気流が弱まり、高気圧が弱まり、冷夏や夏の天候不順などの原因となる。